# Antea (astronomia)
Antea è un satellite naturale minore del pianeta Saturno, la cui orbita è situata fra quelle di Mimante ed Encelado.

## Storia
Il satellite è stato scoperto dal Cassini Imaging Science Team analizzando immagini fotografiche riprese dalla sonda Cassini il 30 maggio 2007; successive indagini hanno permesso di individuarlo in numerose immagini antecedenti a tale data, di cui la più vecchia risaliva al giugno 2004.
All'atto dell'annuncio della sua scoperta, il 18 luglio 2007, il satellite ha ricevuto la designazione provvisoria S/2007 S 4; successivamente l'Unione Astronomica Internazionale l'ha battezzato come Antea, una delle figlie di Alcioneo, un gigante della mitologia greca.

## Dati fisici
Antea risente di una notevole risonanza orbitale con Mimante; in conseguenza di tale fatto, il semiasse maggiore della sua orbita oscilla entro una forbice di circa 20 km con un periodo approssimativamente pari a due anni.
Il satellite potrebbe condividere un'origine comune con Metone e Pallene, altri due satelliti naturali di Saturno caratterizzati da parametri orbitali analoghi.